# Las Huertas de Cansa
Las Huertas de Cansa es una pedanía del municipio español de Valencia de Alcántara, en la provincia de Cáceres. Con más de 200 habitantes, es la pedanía más grande del municipio. Se encuentra al final de la carretera N-521, a 3 km de la frontera con Portugal.
Se compone de dos caseríos: Las Huertas de Cansa (134 habitantes en 2015) y Arroyos de Abajo (21 habitantes en 2015), además de población diseminada en los alrededores.

## Cultura

### Patrimonio material
- Iglesia de Santa María de Guadalupe

### Patrimonio inmaterial
- Fiestas patronales en octubre, en honor de Nuestra Señora de Guadalupe.[2]